# NGC 5775
NGC 5775 أو إن جي سي 5775 هي مجرة حلزونية ضمن عنقود العذراء المجري. تبعد 70 مليون سنة ضوئية.